# Ukwiał koński
Ukwiał koński (Actinia equina) – przedstawiciel gromady koralowców sześciopromiennych. Należy do grupy najbardziej rozpoznawalnych ukwiałów. Jest jednym z nielicznych stworzeń żyjących w pasie przypływów i odpływów.

## Budowa ciała
Ukwiały są bliskimi krewnymi meduz. Mają do 5 cm wysokości, a ich szerokość wraz z rozłożonymi czułkami to 7 cm. Budowa ciała ukwiału końskiego jest w znacznym stopniu zbliżona do meduzy. Różnią się przede wszystkim trybem życia. Jego okrywa wierzchnia składa się dwóch warstw komórek, oddzielonych substancją o formie galarety – mezogleą.

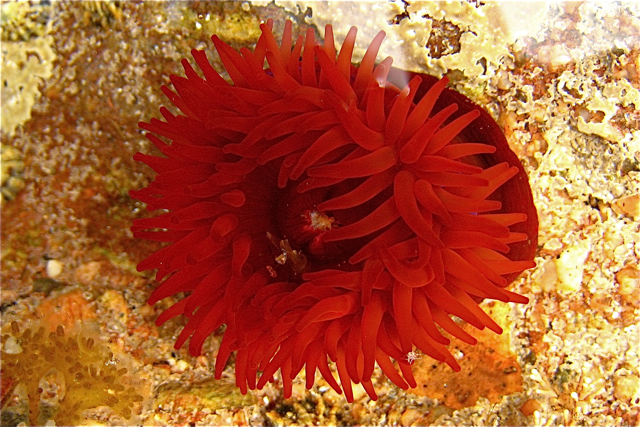
Ukwiał koński z widocznym otworem gębowym

W odróżnieniu do meduz ciało ukwiału nie ma kształtu tzw. talerza, ale raczej rury, której wnętrze pełni formę żołądka. W organizmie znajdują się mięśnie, których zadaniem jest składanie i rozkładanie całego ciała, a także poruszanie czułkami. Na spodniej części ciała znajduje się przyssawka, umożliwiająca ukwiałowi przymocowanie się do podłoża. Z kolei na przeciwległej stronie leży otwór gębowy (także wydalniczy), wokół którego wyrasta około 200 ruchomych czułków.
Ich polip jest jaskrawo zabarwiony na czerwono, żółto lub zielono i nie tworzy szkieletu.

## Tryb życia
Tak jak wiele gatunków ukwiałów spędza całe swoje życie pod wodą. Jednakże jego miejsce występowania (strefy przybrzeżne) powoduje, że jest zmuszony do zmiany środowiska. Ukwiał koński jest mocno przymocowany do skał podeszwą, przez co jest zmuszony czekać, aż woda go ponownie zaleje przy przypływie. By nie wyschnąć podczas odpływu chowa czułki i zamienia się wówczas w twardą, galaretowatą substancję. Na przeczekanie odpływu pozwala mu zmagazynowana w ciele woda. Mimo to nie jest w stanie wytrzymać dość długo na powietrzu, toteż można je spotkać w szczelinach czy też zagłębieniach, gdzie po odpływie jeszcze przez jakiś czas będzie woda.

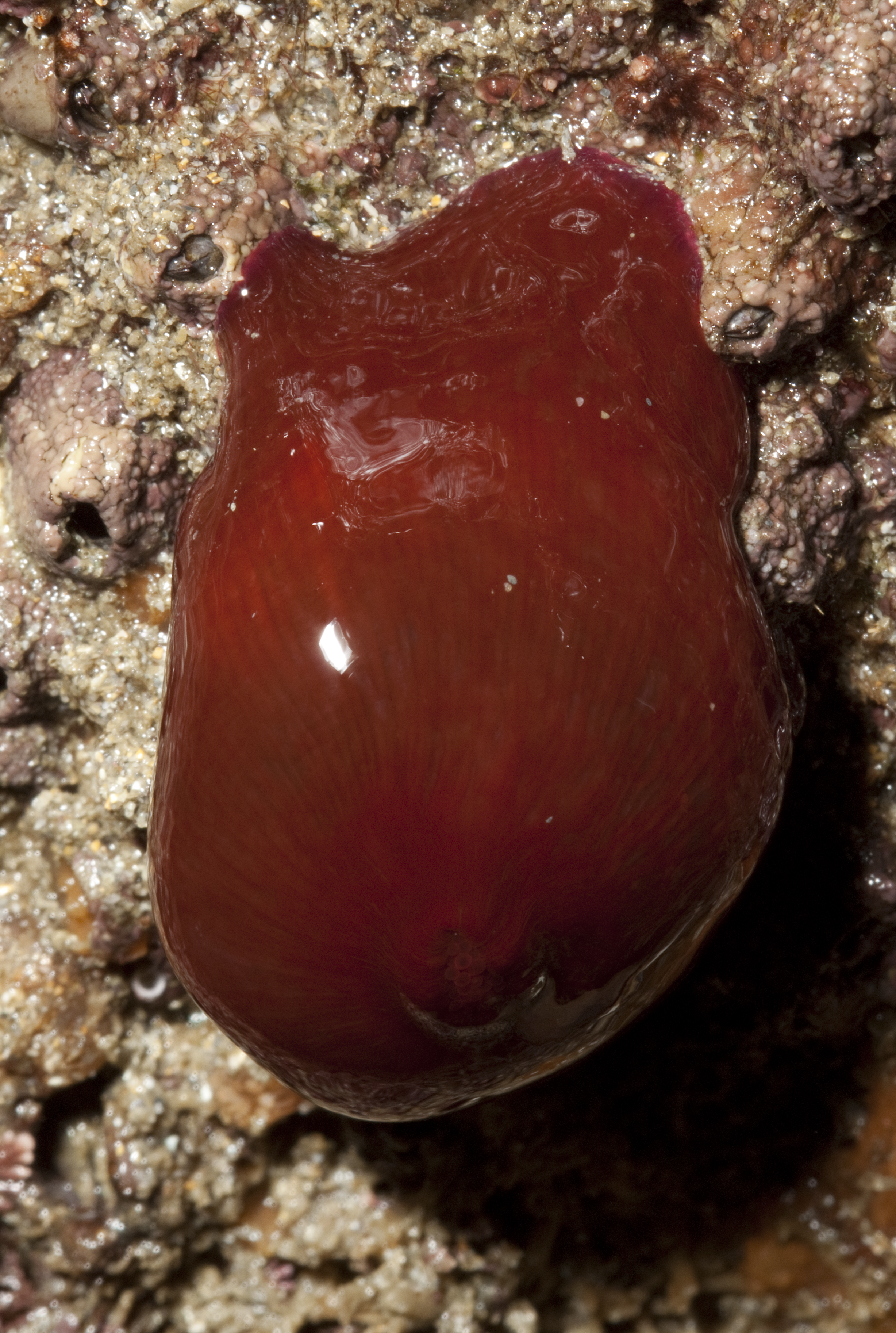
Ukwiał schowany podczas odpływu

## Pożywienie
Silnie przymocowany do podłoża ukwiał koński musi czekać, aż ofiara zbliży się do jego czułków. Czułki są pokryte komórkami parzydełkowymi, kryjącymi w sobie niewidoczne, jadowite haczyki połączone z tak samo jadowitymi włóknami. Każde z czułków ma osobne włókno, które działa jak spust. Gdy o włókno zawadzi ryba przepływająca obok czy też skorupiak, haczyk zostaje wystrzelony i wbija się w ciało ofiary. W momencie kontaktu następuje wpuszczanie jadu. Otwór gębowy, będący jednocześnie otworem wydalniczym, otwiera się do środka. Przez właśnie taki mechanizm staje się pułapką, z której nie ma ucieczki. Kiedy ofiara zostaje wciągnięta do środka, otwór się zamyka i rozpoczyna się proces trawienia.

## Rozmnażanie
Ukwiały mogą się rozmnażać na kilka sposobów, płciowo i bezpłciowo. Większość z nich rozmnaża się przez podział, lecz ukwiał koński wykorzystuje własną metodę rozmnażania płciowego, która do tej pory jest niewyjaśniona do końca. Zakłada się, że samiec wypuszcza spermę do wody, a samica zasysa ją otworem gębowym i zapładnia jajeczka w swoim ciele. Wykluwają się z nich larwy, które żyją i rozwijają się w żołądku matki. Mimo przebywania w żołądku są chronione w jakiś sposób przed działaniem soków trawiennych. W kolejnym etapie, gdy już odpowiednio dorosną, są wypuszczane do wody, w której przez pewien czas unoszą się swobodnie. Wreszcie osiadają na dnie, do którego silnie się przymocowują.

## Dodatkowe informacje
Większość ukwiałów końskich żyje w pasie przepływów i odpływów, ale istnieją też ukwiały żyjące stale pod wodą na głębokości 20 m. Osiedla się nie tylko na kamieniach, ale i na ciele innych zwierząt takich jak mięczaki lub skorupiaki – stąd wywodzi się sztandarowy przykład symbiozy ukwiału z rakiem pustelnikiem. 
Przeprowadzone badania sugerują związek ze stopniem pokrewieństwa, a przejawianą wobec siebie agresją u A. equinia. Wykazano, że nie wykazują zainteresowania walką ze swoimi klonami i przejawiają agresję wobec przedstawicieli gatunku, które nie powstały w wyniku podziału danego osobnika (nie są jego klonami). Nie jest jednak jasne, czy rozpoznają wszystkie ukwiały, które nie powstały w wyniku podziału, jako obce. W czasie walki używają nematocytów, za pomocą których wpuszczają oponentowi toksyczne substancje.